# Lomelosia rotata
Lomelosia rotata — вид квіткових рослин родини жимолостевих (Caprifoliaceae).

## Біоморфологічна характеристика
Це однорічна рослина 5–30 см заввишки, прямовисна. Стебла запушені, зазвичай гіллясті від основи. Нижні листки зазвичай видовжено-ланцетні, цілокраї; верхні листки з лінійними частками. Головки при плодах кулясті. Квіти від лілового до рожевого кольору.

## Поширення
Росте на півдні Європи та заході Азії.
В Україні вид росте на сухих кам'янистих схилах — на сх. ч. ПБК (від Нового Світу до Планерського), зрідка